# Уиллет, Уолтер
Уолтер С. Уиллетт (20 июня 1945, Харт) — американский врач-диетолог. Профессор эпидемиологии и питания в Гарвардской школе общественного здравоохранения имени Фредрика Джона Старе. Профессор медицины в Гарвардской Медицинской школе. Автор книги «Ешь, пей и будь здоров» 2001 года. Наиболее цитируемый учёный в СМИ в статьях, посвящённых здоровому питанию и диетам.

## Образование
В 1963 году окончил Окемосскую среднюю школу, а в 1966 — выпускник мичиганского государственного университета. В 1970 году получил степень доктора медицинских наук, окончив медицинскую школу Мичиганского университета. С 1973 года начал карьеру в Гарвардской школе общественного здравоохранения, и с 1991 года занимает пост заведующего кафедрой питания Гарвардской школы общественного здравоохранения и эпидемиологии.

## Научные труды
- Эпидемиология Питания 1998 ISBN 0-19-512297-6
- Ешьте, пейте и будьте здоровы: руководство Гарвардской Медицинской школы по здоровому питанию 2005 ISBN 0-684-86337-5
- Ешьте, пейте, а весят меньше, 2007 ISBN 1-4013-0892-9
- Диета Плодородия 2008 ISBN 0-07-149479-0
- Более 1000 научных статей[4]